# UFC Fight Night: Bisping vs. Gastelum
UFC Fight Night: Bisping vs. Gastelum, noto anche come UFC Fight Night 122, è stato un evento di arti marziali miste tenuto dalla Ultimate Fighting Championship il 25 novembre 2017 alla Mercedes-Benz Arena di Shanghai, in Cina.
È stato il primo evento della compagnia ad essere disputato in Cina continentale.

## Risultati
|                                   | Divisione              |                       |                 |                 | Metodo                                      | Round           | Tempo           | Premio          |
| Card Principale                   | Card Principale        | Card Principale       | Card Principale | Card Principale | Card Principale                             | Card Principale | Card Principale | Card Principale |
| --------------------------------- | ---------------------- | --------------------- | --------------- | --------------- | ------------------------------------------- | --------------- | --------------- | --------------- |
|                                   | Pesi medi              | Kelvin Gastelum       | batte           | Michael Bisping | KO (pugno)                                  | 1               | 2:30            | POTN            |
|                                   | Pesi welter            | Li Jingliang          | batte           | Zak Ottow       | KO tecnico (pugni)                          | 1               | 2:57            | POTN            |
|                                   | Pesi piuma             | Wang Guan             | batte           | Alex Caceres    | Decisione non unanime (29-28, 28-29, 29-28) | 3               | 5:00            |                 |
|                                   | Pesi welter            | Alex Garcia           | batte           | Muslim Salichov | Sottomissione (rear-naked choke)            | 2               | 3:22            |                 |
| Card Preliminare (UFC Fight Pass) |                        |                       |                 |                 |                                             |                 |                 |                 |
|                                   | Pesi piuma             | Zabit Magomedsharipov | batte           | Sheymon Moraes  | Sottomissione (anaconda choke)              | 3               | 4:30            | POTN            |
|                                   | Pesi welter            | Song Kenan            | batte           | Bobby Nash      | KO tecnico (pugni)                          | 1               | 0:15            | POTN            |
|                                   | Pesi paglia femminili  | Yan Xiaonan           | batte           | Kailin Curran   | Decisione unanime (29-28, 29-28, 30-27)     | 3               | 5:00            |                 |
|                                   | Pesi piuma             | Song Yadong           | batte           | Bharat Kandare  | Sottomissione (front choke)                 | 1               | 4:16            |                 |
|                                   | Pesi massimi           | Sjamil Abdurachimov   | batte           | Chase Sherman   | KO (pugno)                                  | 1               | 1:24            |                 |
|                                   | Pesi gallo femminili   | Gina Mazany           | batte           | Wu Yanan        | Decisione unanime (30-27, 30-27, 30-27)     | 3               | 5:00            |                 |
|                                   | Catchweight (67,13 kg) | Rolando Dy            | batte           | Wuliji Buren    | Decisione unanime (30-27, 29-28, 30-27)     | 3               | 5:00            |                 |
|                                   | Pesi massimi           | Cyril Asker           | batte           | Hu Yaozong      | Sottomissione (rear-naked choke)            | 2               | 2:33            |                 |

## Premi
I lottatori premiati ricevettero un bonus di 50.000 dollari.
Legenda:
- FOTN: Fight of the Night (vengono premiati entrambi gli atleti per il miglior incontro dell'evento)
- POTN: Performance of the Night (viene premiato il vincitore per la migliore performance dell'evento)